# Mimosa coelocarpa
Mimosa coelocarpa är en ärtväxtart som beskrevs av Robinson. Mimosa coelocarpa ingår i släktet mimosor, och familjen ärtväxter. Inga underarter finns listade i Catalogue of Life.